# Treasure (grupo musical)
Treasure (Hangul: 트레저; Japonês: トレジャー; estilizado em letras maiúsculas) é um boy group sul-coreano formado em 2019 pela YG Entertainment através do programa YG Treasure Box (2018–2019) e é composto por dez integrantes: Choi Hyun-suk, Jihoon, Yoshi, Junkyu, Yoon Jae-hyuk, Asahi, Doyoung, Haruto, Park Jeong-woo e So Jung-hwan. Os seus antigos membros, Mashiho e Bang Ye-dam, saíram do o grupo em novembro de 2022. Treasure estreou com o single-álbum The First Step: Chapter One (2020)—o primeiro de uma quadrilogia de álbuns que coletivamente venderam mais de um milhão de cópias em cinco meses.

## História

### 2010–2019: Pré-estreia e YG Treasure Box
Junkyu, Yedam e Junghwan tiveram passagens pelo entretenimento durante sua infância. Junkyu começou como um modelo comercial infantil para marcas coreanas proeminentes. Yedam gravou músicas para comerciais, shows animados e trilhas sonoras com seus pais, e ainda apareceu no K-pop Star 2 na SBS em 2012, terminou como vice-campeão atrás do companheiro de gravadora AKMU e se juntou à YG Entertainment como um trainee em junho de 2013. Junghwan assumiu papéis menores como um ator infantil e se juntou a uma das principais equipes de demonstração de taekwondo do mundo, K-Tigers, onde ganhou o campeonato de não-combate. Em janeiro de 2017, Mashiho apareceu no curta musical de seu companheiro de gravadora AKMU, "Spring of Winter". Nesse mesmo ano, a partir de 29 outubro - 26 janeiro de 2018, Hyunsuk e Junkyu competiu em MixNine na JTBC como trainees, terminando em 5º e 35º lugar, respectivamente. Simultaneamente, em 21 de novembro, Jihoon, Yedam e Doyoung junto com outros apareceram no reality do Stray Kids na Mnet, como trainees representativos da YG Entertainment.
Em 17 de novembro de 2018, a YG Entertainment revelou 29 trainees por meio da YG Treasure Box como um método para formar o próximo boy group da gravadora desde a estreia de Big Bang, Winner e, por último, iKon em 2015. Até o final, Haruto, Yedam, Junghwan e Junkyu foram os primeiros a se juntar ao line-up, seguido por Jeongwoo, Jaehyuk e Hyunsuk sob o nome de Treasure. Em 29 de janeiro de 2019, um anúncio para uma segunda formação foi feito, mais tarde divulgado com Yoonbin, Mashiho, Doyoung, Yoshinori, Jihoon e Asahi sob Magnum, enquanto coletivamente nomeado Treasure 13. No entanto, em 31 de dezembro de 2019, Yoonbin rescindiu seu contrato exclusivo com a gravadora para buscar um caminho musical diferente, mais perto de uma carreira solo. Como resultado, os dois grupos foram permanentemente fundidos e agora são chamados de Treasure.

### 2020: estreia com The First Step: Chapter One
Em janeiro de 2020, Treasure foi reintroduzido ao público por meio de lançamentos semanais, vídeos performáticos, incluindo o single "Going Crazy" (미쳐 가네) da YG Treasure Box, onde o colega de empresa sênior Mino do Winner contribuiu na produção, juntamente com vários programas de variedade incluindo Treasure Map e TMI , com a intenção de visar especificamente o mercado global, ao contrário de seus antecessores de marca que inicialmente se concentraram no mercado doméstico. Antes do debut, Treasure foi registrado como o grupo de K-Pop mais rápido a entrar no chart Billboard's Social 50 no número 40 em 27 de maio, e logo atingiu o pico no número 12 em 4 de agosto.
Yedam se tornou o primeiro membro a fazer uma pré-estreia solo através do lançamento do single digital, "Wayo" (왜요) em 5 de junho. As promoções de transmissão do single não foram realizadas devido aos preparativos para a estreia com Treasure. Notavelmente, os companheiros de gravadora, Kang Seung-yoon do Winner e Lee Chan-hyuk do AKMU participaram da produção do single. "Wayo" alcançou a posição 10 na parada Billboard World Digital Songs e entrou no top 100 na posição 98 na parada Billboard Korea K-Pop 100.
O grupo fez sua estreia oficial com o single principal "Boy" do álbum The First Step: Chapter One em 7 de agosto. O grupo ultrapassou 170.000 pré-encomendas em vários dias desde seu anúncio antes do lançamento do álbum físico em 13 de agosto, tornando-se assim o novo artista sul-coreano (rookie) mais vendido em 2020. "Boy" teve sucesso global no Japão, liderando grandes plataformas de streaming de música, incluindo Line Music, Rakuten e AWA. Seu videoclipe ultrapassou 10 milhões de visualizações em 26 horas no YouTube, tornando-os o ato de estreia sul-coreano mais rápido desde a mudança de política da plataforma em setembro de 2019, quando as visualizações de anúncios pagos foram desmascaradas. Treasure começou as promoções em 9 de agosto por meio de sua primeira aparição em um programa de música na SBS Inkigayo .
A segunda parte da série foi lançada em 18 de setembro, no formato de um único álbum intitulado The First Step: Chapter Two com o single principal, "I Love You" (사랑해) . Através deste lançamento, o grupo adquiriu o título, "Half a Million Seller", com o número de vendas acumuladas dos dois álbuns individuais. O grupo começou as promoções em 19 de setembro por meio de uma performance de retorno no programa de música da MBC, Show! Music Core.

## Integrantes
- Hyunsuk (hangul: 현석), nascido Choi Hyun-Suk (hangul: 최현석)
- Jihoon (hangul: 지훈), nascido Park Ji-Hoon (hangul: 박지훈)
- Yoshi (hangul: 요시), nascido Kanemoto Yoshinori (japonês: 金本芳典)
- Junkyu (hangul: 준규), nascido Kim Jun-Kyu (hangul: 김준규)
- Jaehyuk (hangul: 재혁), nascido Yoon Jae-Hyuk (hangul: 윤재혁)
- Asahi (hangul: 아사히), nascido Hamada Asahi (japonês: 浜田朝光)
- Doyoung (hangul: 도영), nascido Kim Do-Young (hangul: 김도영)
- Haruto (hangul: 하루토), nascido Watanabe Haruto (japonês: 渡辺春虎)
- Jeongwoo (hangul: 정우), nascido Park Jeong-Woo (hangul: 박정우)
- Junghwan (hangul: 정환), nascido So Jung-Hwan (hangul: 소정환)

## Discografia

### Álbuns de Estúdio
| Titulo                          | Detalhes                                                                                      | Melhores posições nas paradas | Melhores posições nas paradas | Melhores posições nas paradas | Melhores posições nas paradas | Vendas       | Certificações |
| Titulo                          | Detalhes                                                                                      | KOR                           | JPN                           | JPN                           | USWorld                       | Vendas       | Certificações |
| Titulo                          | Detalhes                                                                                      | KOR                           | Oricon                        | Hot                           | USWorld                       | Vendas       | Certificações |
| ------------------------------- | --------------------------------------------------------------------------------------------- | ----------------------------- | ----------------------------- | ----------------------------- | ----------------------------- | ------------ | ------------- |
| The First Step: Treasure Effect | - Lançamento: 11 de Janeiro de 2021 - Label: YG Entertainment - Formato: CD, Download Digital | 1                             | 14                            | 28                            | TBA                           | - JPN: 8,021 | TBA           |

### Single álbuns
| Titulo                        | Detalhes                                                                                       | Melhores posições nas paradas | Vendas         |
| Titulo                        | Detalhes                                                                                       | KOR                           | Vendas         |
| ----------------------------- | ---------------------------------------------------------------------------------------------- | ----------------------------- | -------------- |
| The First Step: Chapter One   | - Lançamento: 7 de Agosto de 2020 - Label: YG Entertainment - Formato: CD, Download Digital    | 1                             | - KOR: 247,983 |
| The First Step: Chapter Two   | - Lançamento: 18 de Setembro de 2020 - Label: YG Entertainment - Formato: CD, Download Digital | 2                             | - KOR: 239,326 |
| The First Step: Chapter Three | - Lançamento: 6 de Novembro de 2020 - Label: YG Entertainment - Formato: CD, Download Digital  | 1                             | - KOR: 232,134 |

### Singles
| Titulo                                                                                 | Ano  | Melhores posições nas paradas | Melhores posições nas paradas | Melhores posições nas paradas | Melhores posições nas paradas | Album                           |
| Titulo                                                                                 | Ano  | KOR                           | JPNHot                        | SGP                           | US World                      | Album                           |
| -------------------------------------------------------------------------------------- | ---- | ----------------------------- | ----------------------------- | ----------------------------- | ----------------------------- | ------------------------------- |
| "Boy"                                                                                  | 2020 | —                             | 46                            | 15                            | 7                             | The First Step: Treasure Effect |
| "I Love You" (사랑해)                                                                  | 2020 | —                             | —                             | 28                            | 9                             | The First Step: Treasure Effect |
| "Mmm" (음)                                                                             | 2020 | —                             | —                             | —                             | 11                            | The First Step: Treasure Effect |
| "My Treasure"                                                                          | 2021 | —                             | 54                            | —                             | —                             | The First Step: Treasure Effect |
| "—" indica lançamentos que não foram registrados ou não foram lançados naquela região. |      |                               |                               |                               |                               |                                 |

### Outras canções cartografadas
| Titulo                    | Ano  | Melhores posições nas paradas | Album                           |
| Titulo                    | Ano  | USWorld                       | Album                           |
| ------------------------- | ---- | ----------------------------- | ------------------------------- |
| "Come To Me" (들어와)     | 2020 | 10                            | The First Step: Treasure Effect |
| "B.L.T" (Bling Like This) | 2020 | 14                            | The First Step: Treasure Effect |
| "Orange" (오렌지)         | 2020 | 22                            | The First Step: Treasure Effect |

### Trilhas sonoras
| Titulo      | Ano  | Nota                                              |
| ----------- | ---- | ------------------------------------------------- |
| "Beautiful" | 2021 | 13ª música tema de encerramento para Black Clover |

## Videografia

### Music video
| Music video           | Ano  | Diretores(as)                         | Ref.   |
| --------------------- | ---- | ------------------------------------- | ------ |
| "Boy"                 | 2020 | Rima Yoon & Dongju Jang (Rigend Film) | [ 34 ] |
| "I Love You" (사랑해) | 2020 | Rima Yoon & Dongju Jang (Rigend Film) | [ 35 ] |
| "Mmm" (음)            | 2020 | Seo Hyun-seung                        | [ 36 ] |
| "My Treasure"         | 2021 | Rima Yoon & Dongju Jang (Rigend Film) | [ 37 ] |

## Prêmios e indicações
| Ano                        | Prêmio | Categoria                            | Trabalho indicado           | Resultado   | Ref. |
| -------------------------- | ------ | ------------------------------------ | --------------------------- | ----------- | ---- |
| APAN Music Awards          | 2020   | Best Male Group (Global)             | Treasure                    | Nomeado     |      |
| Asia Artist Awards         | 2020   | Popularity Award (Male Idol)         | Treasure                    | Longlisted  |      |
| Asia Artist Awards         | 2020   | Rookie of the Year (Male)            | Treasure                    | Ganhou      |      |
| Melon Music Awards         | 2020   | Best New Artist Award (Male)         | Treasure                    | Nomeado     |      |
| Mnet Asian Music Awards    | 2020   | Best New Male Artist                 | Treasure                    | Ganhou      |      |
| Mnet Asian Music Awards    | 2020   | Worldwide Fans' Choice               | Treasure                    | Ganhou      |      |
| Mnet Asian Music Awards    | 2020   | Artist of the Year                   | Treasure                    | Nomeado     |      |
| The Fact Music Awards      | 2020   | Fan N Star Choice Award (Artist)     | Treasure                    | Nomeado     |      |
| The Fact Music Awards      | 2020   | TMA Popularity Award                 | Treasure                    | Nomeado     |      |
| Gaon Chart Music Awards    | 2021   | MuBeat Global Choice Award (Male)    | Treasure                    | Shortlisted |      |
| Gaon Chart Music Awards    | 2021   | New Artist of the Year (Physical)    | The First Step: Chapter One | Nomeado     |      |
| Golden Disc Awards         | 2021   | Curaprox Popularity Award            | Treasure                    | Nomeado     |      |
| Golden Disc Awards         | 2021   | Rookie Artist of the Year            | Treasure                    | Ganhou      |      |
| Golden Disc Awards         | 2021   | QQ Music Popularity Award            | Treasure                    | Nomeado     |      |
| Joox Thailand Music Awards | 2021   | Favourite K-Pop Rookie Group of 2020 | Treasure                    | Ganhou      |      |
| Korea First Brand Awards   | 2021   | Best Rookie Idol (Male)              | Treasure                    | Ganhou      |      |
| Seoul Music Awards         | 2021   | Fan PD Artist Award                  | Treasure                    | Pendente    |      |
| Seoul Music Awards         | 2021   | K-Wave Award                         | Treasure                    | Pendente    |      |
| Seoul Music Awards         | 2021   | Popularity Award                     | Treasure                    | Pendente    |      |
| Seoul Music Awards         | 2021   | Rookie of the Year                   | Treasure                    | Pendente    |      |
| Seoul Music Awards         | 2021   | WhosFandom Award                     | Treasure                    | Pendente    |      |

## Filmografia
- YG Treasure Box (2018,  V Live / YouTube / JTBC2)[38]
- T.M.I (Treasure Maker Interaction) (2020, YouTube / V Live)[39]
- Treasure Map (2020, YouTube / SBS MTV / SBS FiL)[40][41]
- Fact Check (2020, YouTube / V Live)[42]
- 3-Minute Treasure (2020, YouTube / V Live)[42]
- T-Talk (2020, YouTube / V Live)[42]
- Treasure Studio (2020, YouTube)[43]
- Find Your Korea (2021, YouTube)
- Jikjin Men Festival (2022, YouTube / V Live)